# Lesinhan de las Corbièras
Lesinhan de las Corbièras (nom occità) (en francès Lézignan-Corbières) és un municipi francès al Llenguadoc de 8.266 habitants (1999), situat a 33 quilòmetres a l'est de Carcassona i a 20 quilòmetres a l'oest de Narbona.
Com a Narbona i Carcassona, existeix una comunitat gitana de llengua catalana a Lesinhan. El català se sent al barri de l'església cap a la plaça Henri Dunant.
És considerada la vila principal del parçan (comarca occitana) de Les Corberes

## Llocs d'interès
- L'església Sant Feliu de Girona.
- El Museu de la Vinya i del Vi.

## Personalitats vinculades al municipi
- Joseph Anglade (1868-1930), catedràtic de literatura occitana, especialista de l'occità medieval.
- Christian Labit (1971-), jugador francès de rugbi a XIII i a XV.